# Paul Egli
Paul Egli (Dürnten, 18 d'agost de 1911 - Dürnten, 23 de gener de 1997) va ser un ciclista suís, professional entre 1933 i 1945.
El 1933, com a amateur, fou Campió del Món en carretera. Aquell mateix any es convertí en professional, i ho fou fins al 1945. En aquests anys aconseguí una quinzena de victòries, entre les quals destaquen una etapa al Tour de França de 1936,edició en la què també va vestir el mallot groc durant una etapa, dos campionats de Suïssa en ruta i tres Campionats de Zuric.

## Palmarès
- 1932 (amateur)
  -  Campió de Suïssa de ciclocròs
- 1933 (amateur)
  - 1r al Campionat del món en ruta amateur
  - 1r del Campionat de Zúric
- 1934
  - 1r del Campionat de Zúric
  - Vencedor d'una etapa de la Volta a Suïssa
  - Vencedor d'una etapa del Critèrium de Midi
- 1935
  -  Campió de Suïssa en ruta
  - 1r del Campionat de Zúric
  - Vencedor d'una etapa de la Volta a Euskadi
- 1936
  -  Campió de Suïssa en ruta
  - Vencedor de dues etapes de la Volta a Suïssa
  - Vencedor d'una etapa al Tour de França
- 1937
  - 1r del Critèrium de Lucerna
  - Vencedor d'una etapa de la Volta a Suïssa
  - 3r al Campionat del Món de ciclisme
- 1938
  - 2n al Campionat del Món de ciclisme
- 1940
  -  Campió Militar de Suïssa
- 1941
  - 1r del Tour del Nord-oest
- 1942
  - 1r del Campionat de Zúric

### Resultats al Tour de França
- 1936. Abandona (10a etapa), vencedor d'una etapa i mallot groc durant una etapa
- 1937. 29è de la classificació general
- 1938. 31è de la classificació general